# موصدة
المُوصَدة هي آلة تستخدم لتنفيذ العمليات الصناعية والعلمية التي تتطلب درجة حرارة وضغطًا مرتفعين فيما يتعلق بالضغط / درجة الحرارة المحيطة. تُستخدم الموصدة في التطبيقات الطبية لإجراء التعقيم وفي الصناعة الكيميائية لمعالجة الطلاءات وكبريت المطاط والتوليف الحراري المائي . تستخدم الموصدة الصناعية في التطبيقات الصناعية، وخاصة في تصنيع المواد المركبة.

تستخدم العديد من الموصَدات لتعقيم المعدات والإمدادات بتعريضها للبخار المشبع المضغوط بدرجة حرارة 121 °م (250 °ف) لنحو 15-20 دقيقة حسب حجم الحمولة والمحتويات. اخترع تشارلز تشامبرلاند جهاز التعقيم بالبخار عام 1879،  على الرغم من أن الجهاز السابق له والمعروف باسم جهاز الهضم بالبخار steam digester كان قد اخترعه دينيس بابين عام 1679. يأتي الاسم من اليونانية حيث أن السابقة ـauto تعني الذات، والكلمة اللاتينية clavis تعني المفتاح، فهي أداة ذاتية القفل.

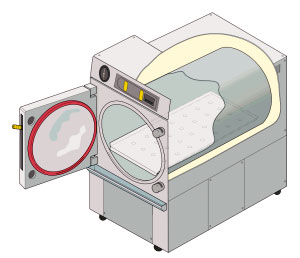
رسم توضيحي مقطوع للموصدة ذو الغرفة الأسطوانية

|                                             |                   |
| رسم توضيحي مقطوع للموصدة بغلاف مستطيل الشكل |                   |

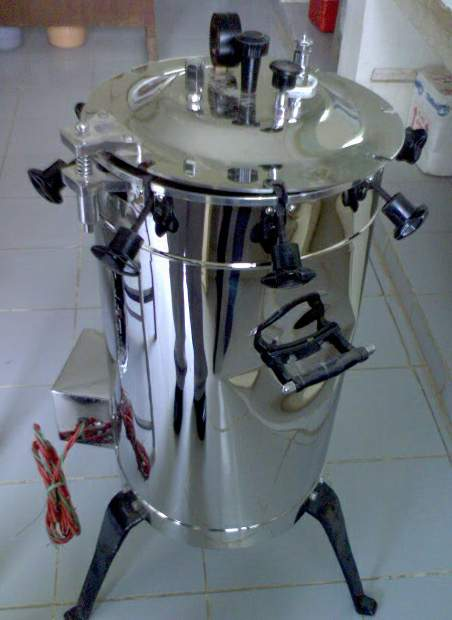
موصدة (جهاز التعقيم)

| الاستعمالات                                 | التعقيم           |
| المخترع                                     | تشارلز تشامبرلاند |
| مواضيع متعلقة                               | موصدة النفايات    |

## المبدأ الفيزيائي
تحت درجة الضغط النظامي لا يمكن تسخين الماء فوق درجة 100 درجة مئوية في وعاء مفتوح، حيث أن التسخين الزائد يتسبب في غليان الماء ولا ترفع درجة حرارة الماء. ولكن عند تسخين الماء في وعاء مغلق مثل الموصدة يكون من الممكن رفع درجة حرارة الماء إلى درجات حرارة أعلى، حيث بتسخين الوعاء يرتفع الضغط بسبب ثبات الحجم بحسب قانون الغاز المثالي.

## الاستخدامات
تستخدم الموصَدات على نطاق واسع في علم الأحياء الدقيقة، والطب، وطب الأقدام، والوشم، وثقب الجسم، والطب البيطري، وعلم الفطريات، والممارسة الجنائزية ، وطب الأسنان، وتصنيع الأطراف الاصطناعية. تختلف في الحجم والوظيفة اعتمادًا على الوسائط المراد تعقيمها وتسمى أحيانًا فرن التقطير المعوج retort في الصناعات الكيميائية والغذائية.
تشمل الأحمال النموذجية الأواني الزجاجية للمختبرات والمعدات والنفايات الأخرى والأدوات الجراحية والنفايات الطبية.
من التطبيقات الملحوظة والشعبية المتزايدة لأجهزة الموصدة المعالجة المسبقة للتخلص من النفايات وتعقيمها، مثل نفايات المستشفيات المسببة للأمراض. تعمل الآلات في هذه الفئة إلى حد كبير وفقًا لمبادئ الموصدة التقليدية من حيث قدرتها على تحييد العوامل المعدية المحتملة ببخار مضغوط ومياه شديدة التسخين. جيل جديد من محولات النفايات قادر على تحقيق نفس التأثير بدون وعاء ضغط لتعقيم وسائط الاستزراع، والمواد المطاطية، والعباءات، والضمادات، والقفازات، إلخ. إنه مفيد خاصة للمواد التي لا يمكنها تحمل ارتفاع درجة حرارة فرن الهواء الساخن الجاف.
تُستخدم الموصدة أيضًا على نطاق واسع لمعالجة المواد المركبة، خاصةً لدمج طبقات متعددة دون أي فراغات من شأنها أن تقلل من قوة المواد، وفي تقسية المطاط. تساعد الحرارة والضغط المرتفعان اللذان تولدهما الموصدة على ضمان إمكانية تكرار أفضل الخصائص الفيزيائية الممكنة. يمتلك مصنعو قطع غيار المراكب الشراعية أجهزة تعقيم موصدة تزيد في طولها عن 50 قدم (15 م) وعرضا 10 قدم (3 م)، وبعض الموصدات في صناعة الطيران كبيرة بما يكفي لاحتواء جسم كامل للطائرة مصنوع من مركبات ذات طبقات.
تستخدم أنواع أخرى من الموصَدات (الموصدة) لتنمية البلورات تحت درجات حرارة وضغوط عالية. تزرع بلورات الكوارتز الاصطناعية المستخدمة في صناعة الإلكترونيات في الموصدة. يمكن إجراء تعبئة المظلات للتطبيقات المتخصصة تحت التفريغ في الموصدة، مما يسمح بتدفئة المزالق chutes وإدخالها في عبواتها في أصغر حجم.

## إزالة الهواء
من المهم جدًا التأكد من إزالة كل الهواء المحبوس من الموصدة قبل التنشيط، حيث أن الهواء المحبوس هو وسيط ضعيف جدًا لتحقيق التعقيم. البخار عند 134 °م (273 °ف) يمكنه تحقيق المستوى المطلوب من التعقيم في ثلاث دقائق، بينما يتطلب تحقيق نفس المستوى من التعقيم في الهواء الساخن الجاف قضاء ساعتين 160 °م (320 °ف).
تشمل طرق إزالة الهواء:
الإزاحة إلى أسفل (أو نوع الجاذبية): عندما يدخل البخار الحجرة، فإنه يملأ المناطق العلوية أولاً لأنه أقل كثافة من الهواء. تعمل هذه العملية على ضغط الهواء إلى الأسفل، مما يجبره على الخروج بمصرف يحتوي غالبًا على مستشعر درجة الحرارة. يتوقف التفريغ فقط عند اكتمال الإخلاء الجوي. عادةً ما يُتحكم في التدفق بمصيدة بخار أو صمام ملف لولبي، ولكن تستخدم ثقوب نازفة أحيانًا. نظرًا لخلط البخار والهواء، من الممكن أيضًا إخراج الخليط من أماكن في الحجرة غير قاعها.
نبض البخار : يُخفف الهواء بسلسلة من النبضات البخارية، يجري فيها ضغط الغرفة بالتناوب ثم خفض الضغط إلى مستوى قريب من الضغط الجوي.
مضخات التفريغ : تمتص مضخة تفريغ الهواء أو مزيج الهواء / البخار من الغرفة.
دورات الغلاف الجوي العلوي Superatmospheric cycles: تحقق بمضخة تفريغ. يبدأ بفراغ متبوعًا بنبض بخار يتبعه فراغ يتبعه نبضة بخار. يعتمد عدد النبضات على نوع الموصدة والدورة المختارة.
دورات الغلاف الجوي السفلي Subatmospheric cycles: تشبه دورات الغلاف الجوي العلوي، ولكن ضغط الغرفة لا يتجاوز أبدًا الضغط الجوي حتى يصل الضغط إلى درجة حرارة التعقيم.

## في الطب

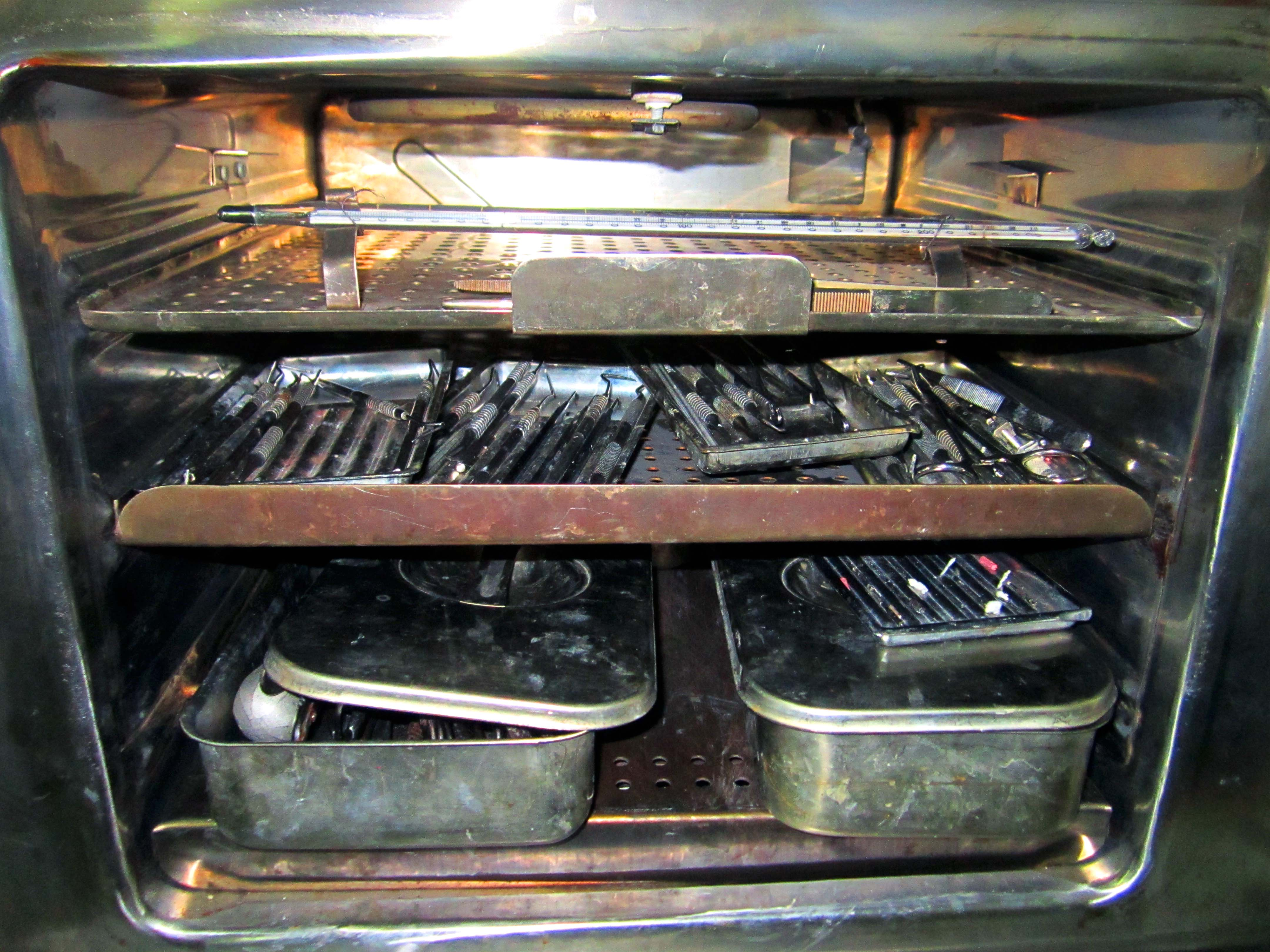
معدات طب الأسنان في الموصدة لتعقم مدة ساعتين عند 150 إلى 180 درجة مئوية

الموصدة الطبية هي جهاز يستخدم البخار لتعقيم المعدات والأشياء الأخرى. هذا يعني أن جميع البكتيريا والفيروسات والفطريات والجراثيم معطلة. ومع ذلك، قد لاتُدمر البريونات prions ، مثل تلك المرتبطة بمرض كروتزفيلد جاكوب، وبعض السموم التي تطلقها بعض البكتيريا، مثل السيروليد، بالتعقيم بالبخار عند درجة حرارة 134 درجة مئوية مدة ثلاث دقائق أو 121 درجة مئوية مدة 15 دقيقة.[بحاجة لمصدر] على الرغم من مجموعة واسعة من العتيقة archaea الأنواع، بما في ذلك جيوجيما باروسي Geogemma barosii ، ويمكن البقاء على قيد الحياة وتتكاثر حتى في درجات حرارة أعلى من 121 درجة مئوية، لا يعرف أي منها أنها معدية أو تشكل خطراً على صحة الإنسان؛ في الواقع، الكيمياء الحيوية الخاصة بهم مختلفة تمامًا عن نظيرتنا ومعدل تكاثرها بطيء جدًا بحيث لا يحتاج علماء الأحياء الدقيقة إلى القلق بشأنها.[بحاجة لمصدر]
توجد الموصدة في العديد من الأماكن الطبية والمختبرات والأماكن الأخرى التي تحتاج إلى ضمان تعقيم الجسم. تستخدم العديد من الإجراءات اليوم عناصر تستخدم مرة واحدة بدلاً من العناصر القابلة للتعقيم وإعادة الاستخدام. حدث هذا لأول مرة مع الإبر تحت الجلد، ولكن اليوم العديد من الأدوات الجراحية (مثل الملاقط، وحوامل الإبر، ومقابض المبضع) عادة ما تستخدم مرة واحدة بدلاً من العناصر القابلة لإعادة الاستخدام (انظر موصدات النفايات waste autoclave). تعتبر الموصدة ذات أهمية خاصة في البلدان الفقيرة بسبب الكمية الأكبر من المعدات التي يعاد استخدامها. كان توفير الموصدة فوق الموقد أو الموصدة الشمسية للمراكز الطبية الريفية موضوعًا للعديد من بعثات المساعدة الطبية المقترحة.[بحاجة لمصدر]
نظرًا لاستخدام الحرارة الرطبة damp، لا يمكن تعقيم المنتجات القابلة للتغير بالحرارة heat-labile (مثل بعض المواد البلاستيكية) بهذه الطريقة وإلا ستذوب. يجب أيضًا تعقيم الورق والمنتجات الأخرى التي قد تتلف بالبخار بطريقة أخرى. في جميع الموصَدات، يجب دائمًا فصل العناصر للسماح للبخار باختراق الحمل المراد تعقيمه بالتساوي.
غالبًا ما يستخدم التعقيم بالبخار لتعقيم النفايات الطبية قبل التخلص منها في مجرى النفايات الصلبة البلدية القياسي. أصبح هذا التطبيق أكثر شيوعًا كبديل للحرق بسبب المخاوف البيئية والصحية التي أثيرت بسبب المنتجات الثانوية للاحتراق المنبعثة من المحارق، خاصة من الوحدات الصغيرة التي كانت تعمل في المستشفيات الفردية. لا يزال الحرق أو عملية أكسدة حرارية مماثلة مطلوبًا عمومًا للنفايات المرضية وغيرها من النفايات الطبية شديدة السمية أو المعدية.
في طب الأسنان، تتوفر موصدة تعقيم أدوات طب الأسنان.
في معظم الدول الصناعية، تعتبر الموصَدات من الدرجة الطبية أجهزة طبية منظمة. ولذلك فإن العديد من الموصَدات ذات المستوى الطبي تقتصر على تشغيل دورات معتمدة من المنظم. نظرًا لأنها مُحسَّنة للاستخدام المستمر في المستشفى، فإنهم يفضلون التصميمات المستطيلة، ويتطلبون أنظمة صيانة متطلبة، ويكون التشغيل مكلفًا. (يستخدم جهاز التعقيم الطبي المُعاير بشكل صحيح آلاف الجالونات من الماء يوميًا، بغض النظر عن المهمة، مع استهلاك طاقة كهربائية مرتفع في المقابل.)

## في مجال البحوث
معظم الموصَدات الطبية غير مناسبة لمهام البحث. تستخدم الموصَدات غير الطبية للاستخدام العام (غالبًا ما يطلق عليها «درجة البحث research-grade») بتزايد في مجموعة واسعة من مجالات التعليم والبحث والإعدادات الصناعية (بما في ذلك الأبحاث الطبية الحيوية) حيث تكون الكفاءة وسهولة الاستخدام والمرونة ممتازة. قد تكوّن الموصدة بدرجة البحث لعملية «التمرير pass-through». هذا يجعل من الممكن الحفاظ على العزلة المطلقة بين مناطق العمل «النظيفة clean» والتي يحتمل أن تكون ملوثة. تعتبر الموصَدات بالتمرير البحثية مهمة خاصةً في مرافق BSL-3 أو BSL-4 .
الموصدة من الدرجة البحثية - غير المعتمدة للاستخدام في أدوات التعقيم التي ستستخدم مباشرة على البشر - مصممة أساسًا لتحقيق الكفاءة والمرونة وسهولة الاستخدام. تعرض مجموعة واسعة من التصميمات والأحجام، وغالبًا ما تكون مصممة وفقًا لاستخدامها ونوع الحمولة. تشمل الاختلافات الشائعة إما غرفة ضغط أسطوانية أو مربعة، وأنظمة تبريد بالهواء أو الماء، وأبواب مفتوحة رأسيًا أو أفقيًا (والتي قد تشغل كهربائيًا أو يدويًا).
في عام 2016، أجرى مكتب الاستدامة في جامعة كاليفورنيا، ريفرسايد (UCR) دراسة عن كفاءة الموصدة في مختبرات أبحاث الجينوم والحشرات، وتتبع استهلاك الطاقة والمياه في عدة وحدات. ووجدوا أنه حتى عند العمل ضمن المعايير المقصودة، فإن الموصَدات الطبية المستخدمة في مختبرات أبحاثهم تستهلك 700 جالون من الماء و 90 كيلو وات ساعة من الكهرباء لكل دورة (1134 ميجاوات ساعي من الكهرباء و 8.8 مليون جالون من الماء الإجمالي) تقوم الموصدة ذات الدرجة البحثية الخاصة بشركة UCR بأداء نفس المهام بنفس الفعالية، ولكنها تستخدم طاقة أقل بنسبة 83٪ وماء أقل بنسبة 97٪.

## تاكيد الجودة

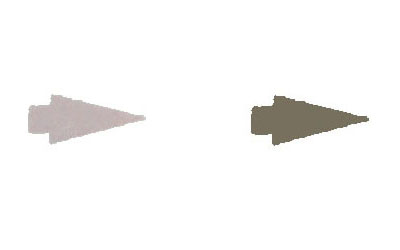
غالبًا ما تحتوي أكياس التعقيم على «علامة مؤشر التعقيم» التي عادةً ما تصبح داكنة عندما يعالج الكيس ومحتوياته معالجة مناسبة. ستكشف مقارنة العلامات الموجودة على حقيبة غير معالجة (L) وحقيبة تدور تدويرًا صحيحًا (R) عن اختلاف بصري واضح.

هناك مؤشرات فيزيائية وكيميائية وبيولوجية يمكن استخدامها لضمان وصول الموصدة إلى درجة الحرارة الصحيحة للمقدار الصحيح من الوقت. إذا كان من الممكن الخلط بين عنصر لم تجري معالجته أو معالجته معالجة صحيحةً وبين عنصر معالج، فهناك خطر اختلاطها، وهو أمر بالغ الأهمية في بعض المجالات مثل الجراحة.

### المؤشرات الكيميائية
تتغير المؤشرات الكيميائية الموجودة على العبوة الطبية وشريط الموصدة بمجرد استيفاء الشروط الصحيحة، مما يشير إلى أن الكائن الموجود داخل العبوة، أو أسفل الشريط، قد تمت معالجته معالجة مناسبة. شريط الموصدة ليس سوى علامة على أن البخار والحرارة قد قاما بتنشيط الصبغة. لا تشير العلامة الموجودة على الشريط إلى تعقيم كامل. جهاز التحدي الأكثر صعوبة، المسمى بجهاز بوي-ديك Bowie-Dick على اسم مخترعيه، يُستخدم أيضًا للتحقق من دورة كاملة. يحتوي هذا على ورقة كاملة من المؤشرات الكيميائية الموضوعة في وسط رزمة من الورق. إنه مصمم خصيصًا لإثبات أن العملية حققت درجة حرارة كاملة ووقتًا كاملاً لدورة عادية تبلغ 134 درجة مئوية مدة 3.5-4 دقائق.[بحاجة لمصدر]

#### شريط الموصدة

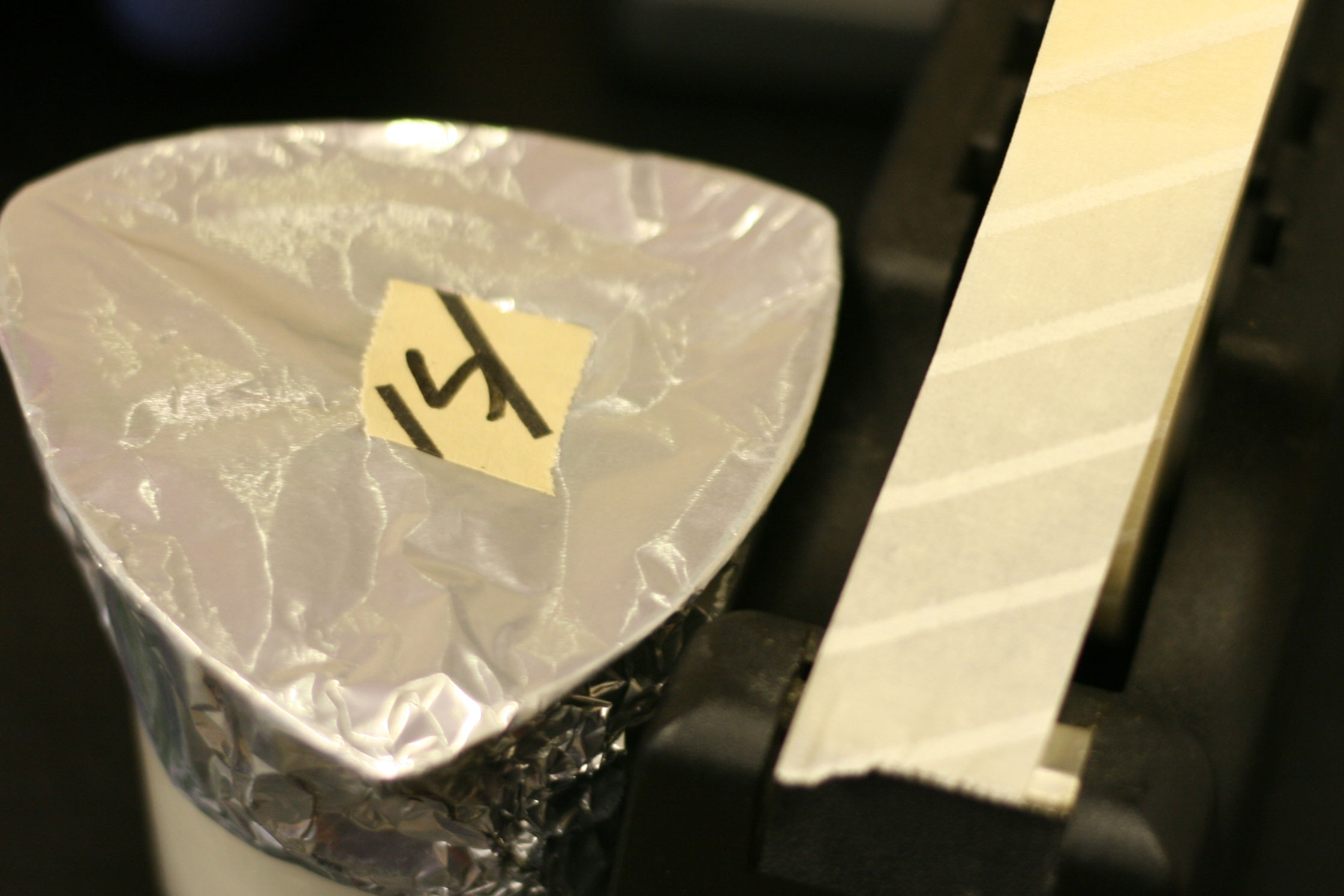
شريط الموصدة المعقم (يسار) وغير المعقم (يمين)

شريط الموصدة أو شريط الموصدة شريط لاصق استخدم في جهاز الموصدة (التسخين تحت ضغط عالي من أجل التعقيم) لتحديد ما إذا كان قد تمّ التوصل إلى درجة حرارة وضغط معين .
طُبقت شرائح صغيرة من الشريط على المواد قبل وضعها في الموصدة . يشبه شريط الموصدة شريط الكمام لكنه أكثر التصاقاً قليلاً، ليسمح ببقاءه ملتصقاً تحت تسخين وظروف رطوبة جهاز الموصدة. يمتلك شريط واحد من هذا القبيل علامات قطرية تحتوي على حبر والذي يتغير ألوانه (عادة من البيج إلى الأسود) عند التسخين . يحتوي حبر واحد من هذا القبيل على 30.1 % ثيوكبريتات الصوديوم، 0.6 % كربونات المغنيسيوم، 20.1 % نيوكريل، 30.1 % إيثانول، 22.7 % أسيتات الإيثيل و 49 % مواد صلبة حبرية .

### المؤشرات البيولوجية
لإثبات التعقيم، تستخدم المؤشرات البيولوجية. تحتوي المؤشرات البيولوجية على أبواغ بكتيريا مقاومة للحرارة، عصوية دهنية أليفة الحرارة Geobacillus stearothermophilus . إذا لم تصل الموصدة إلى درجة الحرارة المناسبة، فسوف تنبت الجراثيم عند الحضانة وسيغير التمثيل الغذائي لون مادة كيميائية حساسة لدرجة الحموضة. تتكون بعض المؤشرات الفيزيائية من سبيكة مصممة لتذوب فقط بعد تعرضها لدرجة حرارة معينة لفترة الاحتفاظ ذات الصلة. إذا انصهرت السبيكة، فسيكون التغيير مرئيًا.
تستخدم بعض الموصدات التي يتحكم فيها الكمبيوتر قيمة F 0 ـ (F-naught) للتحكم في دورة التعقيم. تعين قيم F 0 لعدد دقائق التعقيم التي تعادل 121 °م (250 °ف) عند 100 كيلوباسكال (15 psi) فوق الضغط الجوي مدة 15 دقيقة. نظرًا لصعوبة التحكم الدقيق في درجة الحرارة، تراقب درجة الحرارة وضبط وقت التعقيم وفقًا لذلك.

## صور إضافية

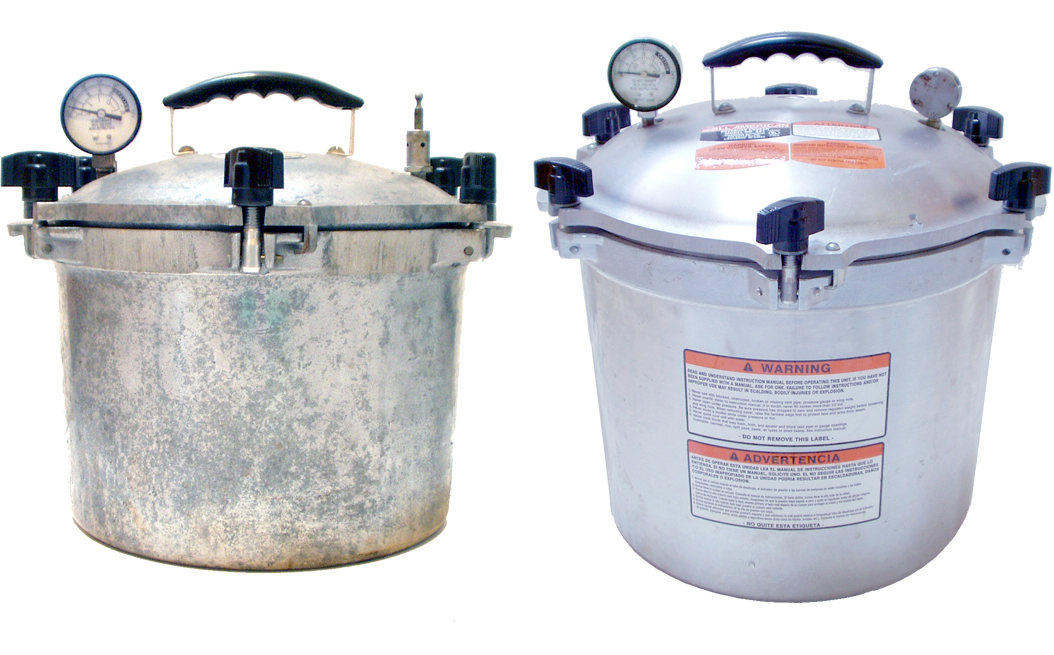
الموصدة فوق الموقد ، والمعروفة أيضًا باسم قدر الضغط - الموصدة الأبسط
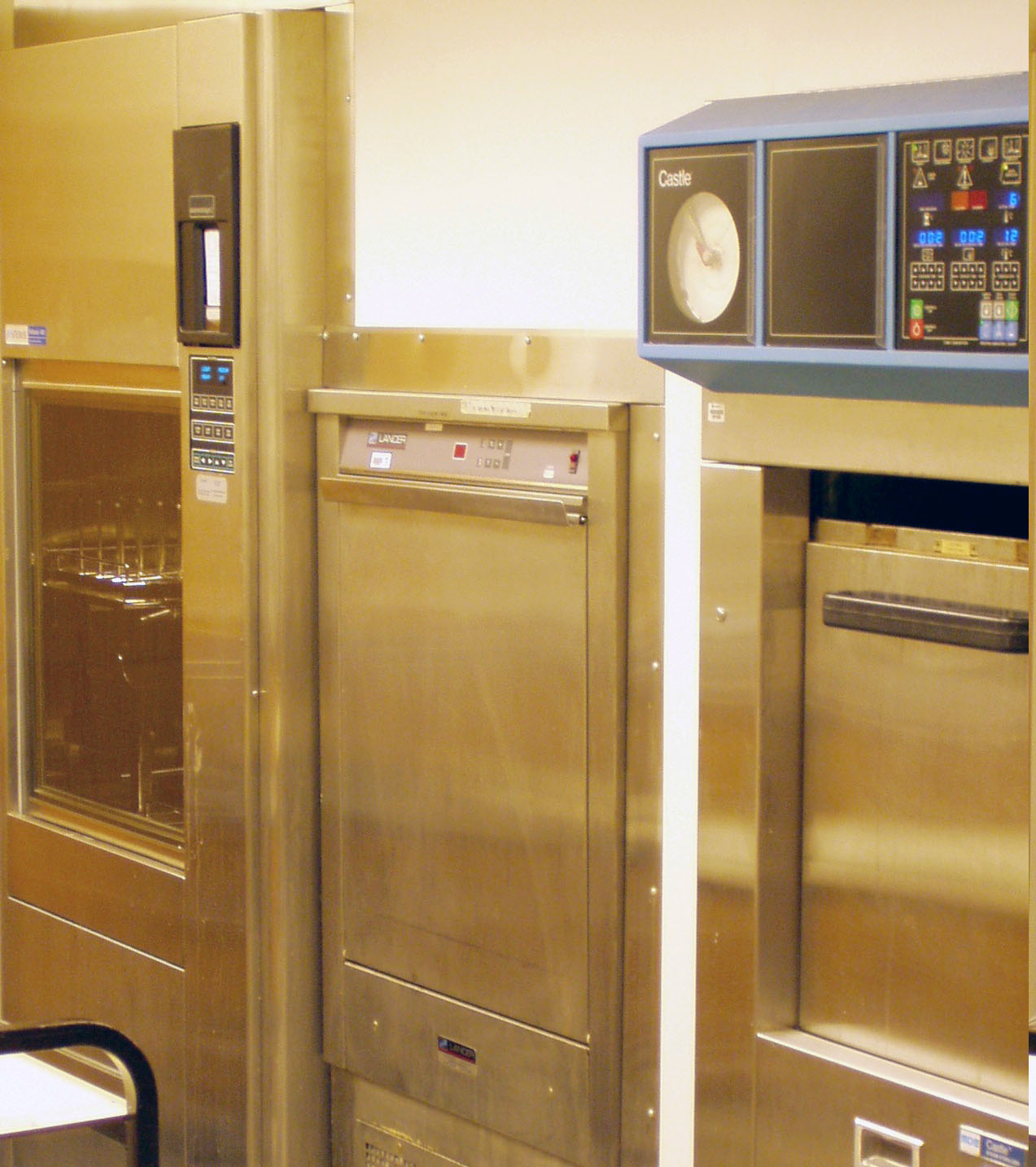
الآلة الموجودة على اليمين موصدة تستخدم لمعالجة كميات كبيرة من معدات المختبرات قبل إعادة استخدامها ، والمواد المعدية قبل التخلص منها. (الغسالات الموجودة على اليسار وفي المنتصف هي غسالات).
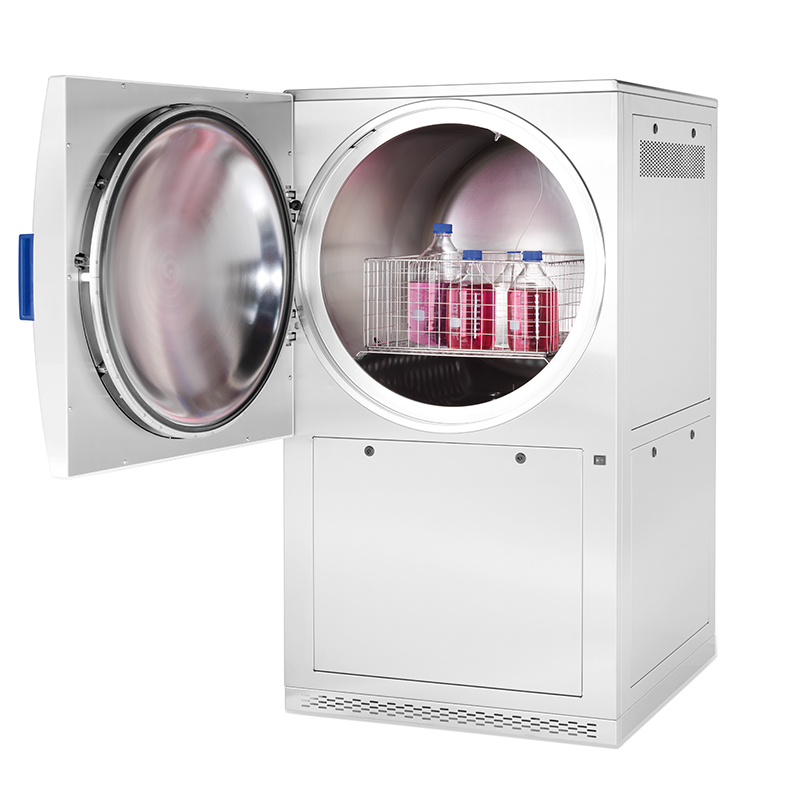
الموصدة الأفقيية ذات السعة العالية مع غرفة أسطوانية
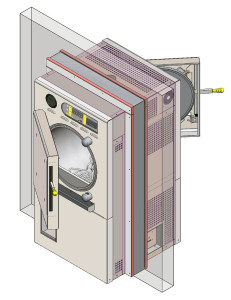
رسم توضيحي لجهاز الموصدة بالمرور بغرفة أسطوانية

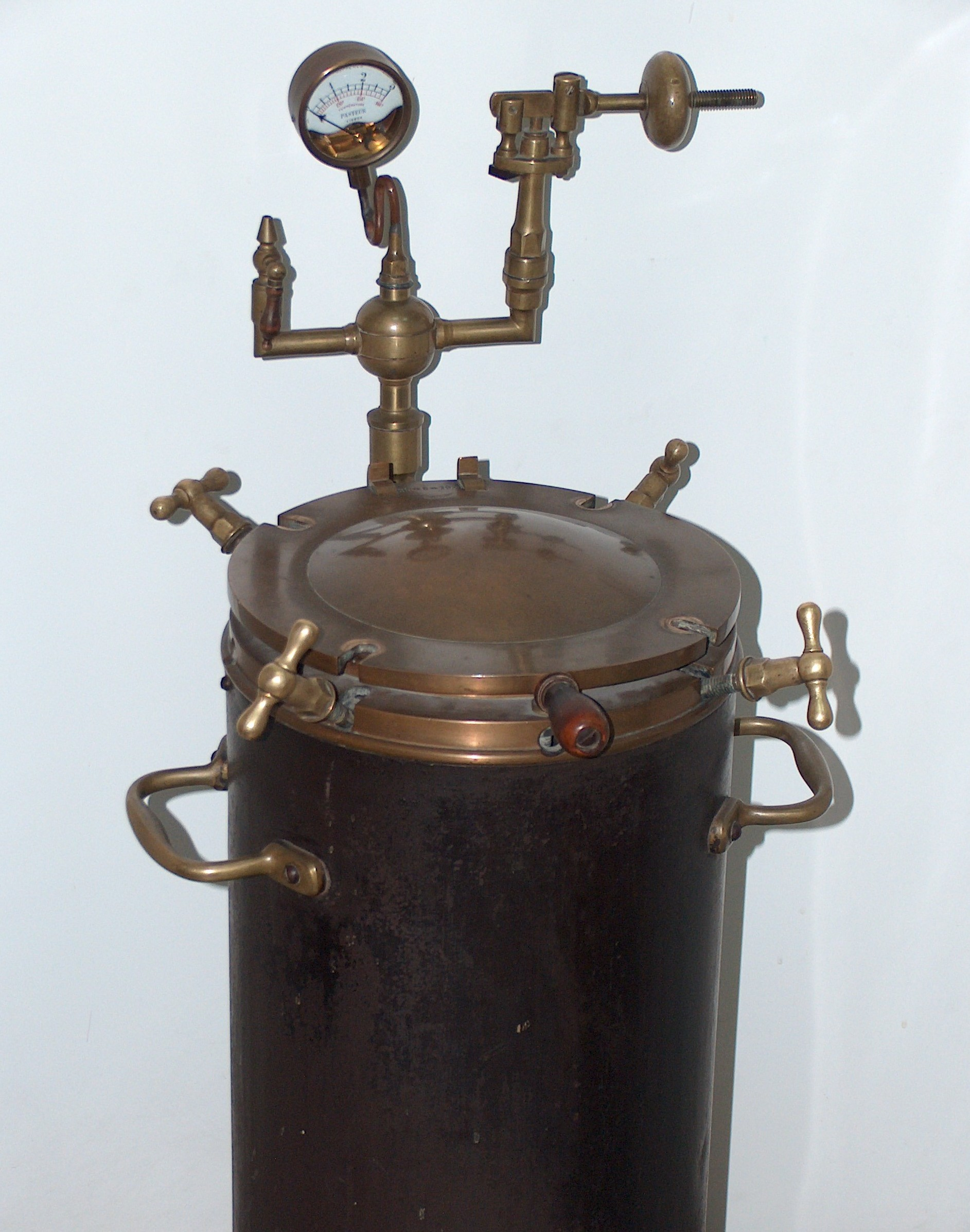
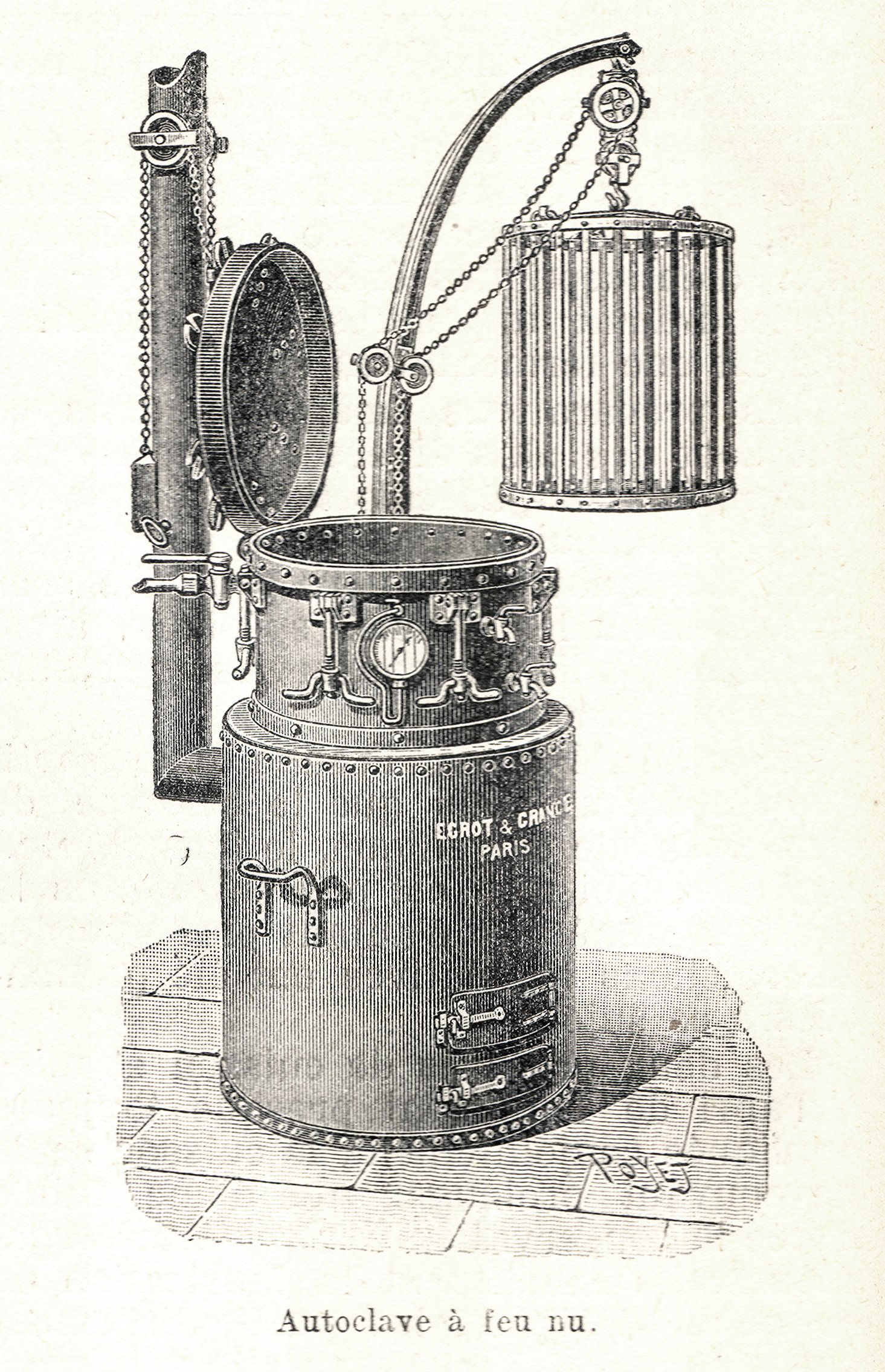
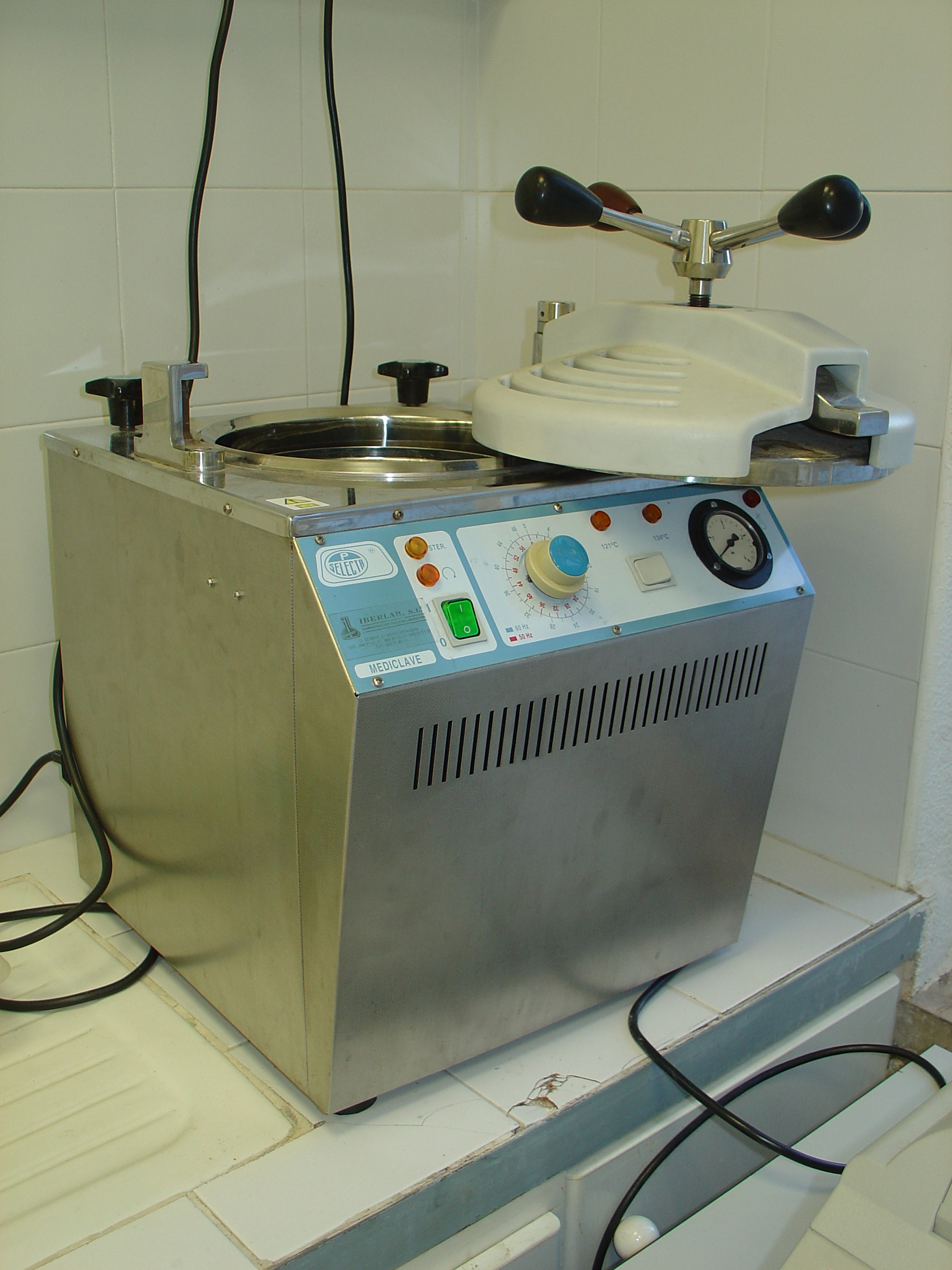
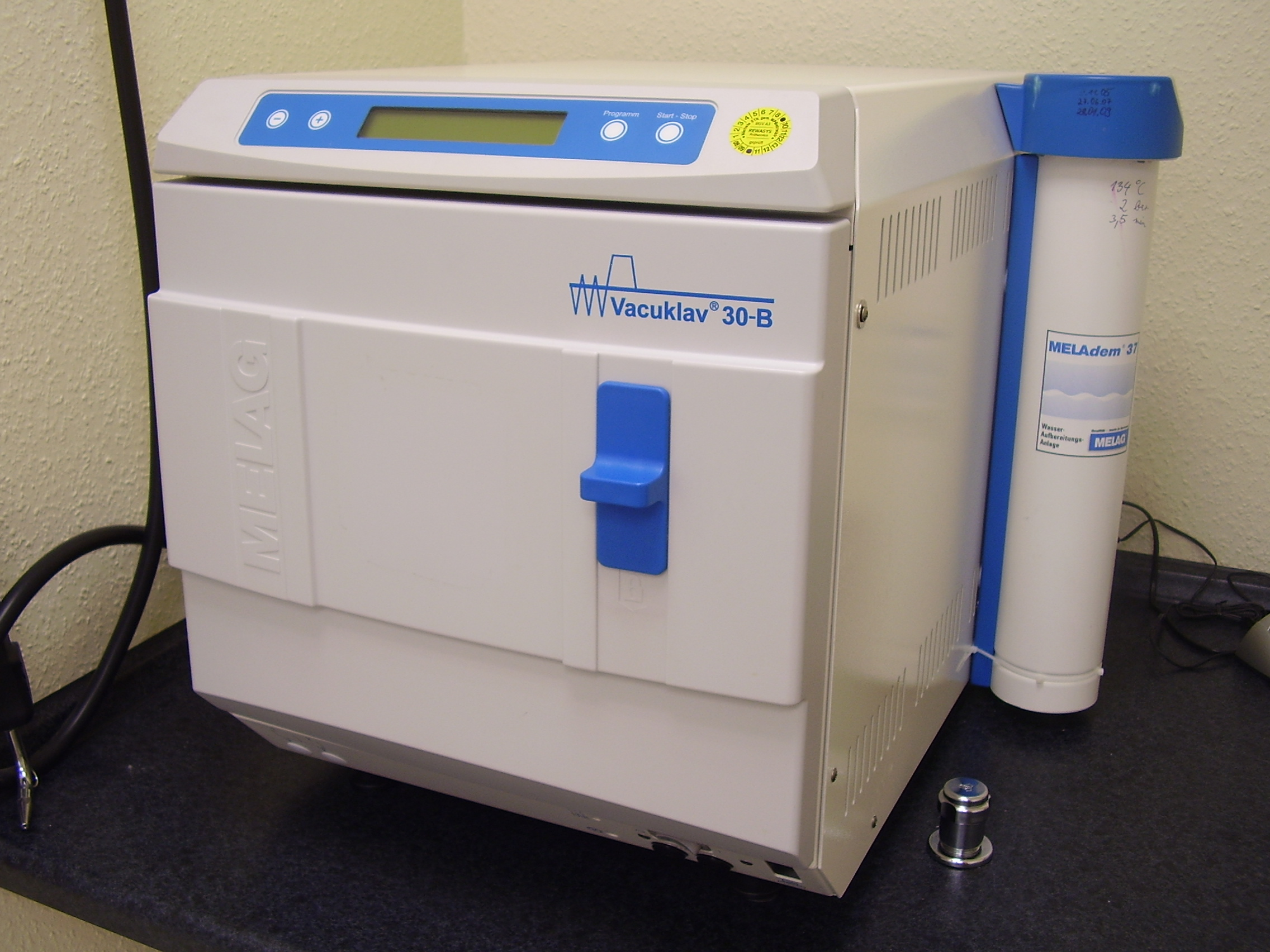